# Georg Carl
Georg Carl (* 1870 in Hannover; † 1920) war ein deutscher Theaterschauspieler.

## Leben
Georg begann seine Bühnenlaufbahn 1891 in Dortmund, ging dann nach Metz (1893–1894), Basel (1895–1896), Milwaukee (1897–1898), Bremen (1899) und trat sodann in den Verband des Hoftheaters Coburg-Gotha.
Georg Carl spielte bis 1900 das Fach der Jugendlichen und ging dann in das Fach der ersten Helden über. Die Frische und Energie seinen Spiels machten den besten Eindruck. Seine vortrefflichen Mittel sowie die umsichtige Verwendung derselben, seine Charakterisierungsgabe sowie sein Temperament und schauspielerischer Takt, sicherten ihm seine Erfolge. Er war unter anderem als „Karl Moor“, „Ferdinand“ in Kabale und Liebe, „Hutten“ in Tochter des Erasmus erfolgreich.